# Simpang Tetap Darul Ihsan
Simpang Tetap Darul Ihsan is een bestuurslaag in het regentschap Dumai van de provincie Riau, Indonesië. Simpang Tetap Darul Ihsan telt 9898 inwoners (volkstelling 2010).